# ساشا گیتری
ساشا گیتری (به فرانسوی: Sacha Guitry) نمایش‌نامه نویس، بازیگر، فیلم‌نامه‌نویس و کارگردان قرن نوزدهم و قرن بیستم میلادی اهل فرانسه بود.